# جمبوج
الجَمبوج أو ربُّ الرَّاوند أو الصمغ النفطي هو خضاب أصفر داكن يُستخرج من نوع من الأشجار تنمو في كمبوديا. يُستعمل في أعمال الألوان المائية في شرق آسيا وقد استُخدمت في عدد من الأعمال التي يعود تاريخها إلى القرن الثامن.  يتميز الجمبوج بسهولة نقله ومعالجته وتحويله إلى طلاء مائي متين، ويتميز بتعدد استخداماته خضابًا في اللوحات وطباعة الكتب وأصباغ الملابس مثل أردية الرهبان البوذيين. على الرغم من استخدامه في عدد من السياقات المختلفة، فمن المعروف أن الجمبوج لا يتفاعل جيدًا مع الأسطح الجيرية، ما يجعله غير مناسب للرسومات الجدارية ومع الرصاص الأبيض.